# Phạm Văn Hổ
Phạm Văn Hổ (sinh ngày 25 tháng 2 năm 1963, quê quán ở xã Hòa Quang Nam, huyện Phú Hòa, tỉnh Phú Yên) là một đại tá Quân đội nhân dân Việt Nam và là một chính trị gia người Việt Nam. Ông là đại biểu Quốc hội Việt Nam khóa 13, thuộc đoàn đại biểu Phú Yên.

## Tiểu sử
Giới tính: Nam
Dân tộc: Kinh
Tôn giáo: Không
Quê quán: Xã Hòa Quang Nam, huyện Phú Hòa, Phú Yên
Trình độ chính trị: Cao cấp lý luận chính trị
Trình độ chuyên môn: Cao cấp Quân sự
Nghề nghiệp, chức vụ: Đại tá, Phó Chỉ huy trưởng, Tham mưu trưởng Bộ chỉ huy Quân sự tỉnh Phú Yên
Nơi làm việc: Bộ chỉ huy Quân sự tỉnh Phú Yên
Ngày vào đảng: 8/5/1985
Nơi ứng cử: Phú Yên
Đại biểu Quốc hội khoá: XIII,XIII
Đại biểu chuyên trách: Không
Đại biểu Hội đồng Nhân dân: Không